# Dorothy Knode
Dorothy Head Knode (* 4. Juli 1925 in Richmond, Kalifornien als Dorothy Head) ist eine US-amerikanische Tennisspielerin. Ihre größten Erfolge erreichte sie in den 1950er Jahren, als sie zweimal im Einzelfinale der französischen Tennismeisterschaften stand sowie vier weitere Halbfinals bei Grand-Slam-Turnieren bestritt.

## Biografie

### Ausbildung und erste Erfolge im Tennis
Dorothy Knode wurde 1925 in Kalifornien als Dorothy Head geboren. Sie begann im Alter von elf Jahren mit dem Tennissport. Knodes Tante beendete ihre Schulausbildung, so dass sie das Tennisspiel auf den öffentlichen Plätzen in Alameda County erlernen konnte. Schon nach circa einem Jahr nahm sie an Wettkämpfen teil, bei denen sie sich stets mit älteren Kindern maß.
Nach ihrem High-School-Abschluss arbeitete Knode für ein Jahr in einem Versorgungslager der United States Navy, um sich das bevorstehende College finanzieren zu können. Sie schloss die University of California in Berkeley ab und arbeitete danach als Sekretärin. Zu Beginn der 1940er Jahre nahm Knode mehrfach an den US-amerikanischen Tennismeisterschaften teil und erreichte 1943, 1946 und 1947 das Viertelfinale. 1948 gewann sie das Tennisturnier von Cincinnati im Einzel sowie im Frauendoppel mit der Rumänin Magda Rurac. 1951 sollte in Cincinnati ein weiterer Sieg im Damendoppel folgen.

### Teilnahme an europäischen Turnieren
1950 beschloss Knode eine internationale Tenniskarriere zu starten und ging nach Europa. Noch im selben Jahr nahm sie erstmals an den französischen Tennismeisterschaften sowie an den britischen Wimbledon Championships teil, wo sie die dritte bzw. vierte Runde erreichte. Bei den Offenen Deutschen Tennismeisterschaften in Hamburg gewann sie den Einzel- und Doppeltitel. 1952 sollten dort weitere Titel im Frauendoppel und gemischten Doppel folgen. Ein erster größerer Erfolg gelang Knode 1952 mit dem Einzug ins Halbfinale bei den französischen Meisterschaften, wo sie als Nummer drei gesetzt mit 2:6 und 6:8 ihrer gleichaltrigen Landsfrau und späteren Turniersiegerin Doris Hart unterlag, die als Nummer zwei der Setzliste geführt worden war. Im Jahr darauf zog Knode erneut in Frankreich ins Halbfinale der Tennismeisterschaften ein, wo sie sich als Nummer fünf der späteren amerikanischen Siegerin und topgesetzten Maureen Connolly in zwei Sätzen (3:6, 3:6) geschlagen geben musste. Im selben Jahr erreichte sie als Nummer vier der Setzliste erstmals das Halbfinale der Wimbledon Championships, wo sie erneut Doris Hart (2:6, 2:6) unterlag.
Im Jahr 1954 wurde Knode Mutter einer Tochter und startete nur bei den US-amerikanischen Meisterschaften, wo sie über die erste Runde nicht hinaus kam. 1955 wurde zu ihrem bis dahin erfolgreichsten Jahr. Die an Nummer vier gesetzte US-Amerikanerin, die niemals an den Australischen Meisterschaften teilnehmen sollte, erreichte nach Siegen über die Britin Shirley Bloomer (6:3, 6:3) und ihre topgesetzte Landsfrau Beverly Fleitz (6:2, 6:3) das Finale der französischen Tennismeisterschaften. Dort traf sie auf die an Nummer zwei gesetzte Britin Angela Mortimer. Knode gewann den ersten Satz mit 6:2. Der zweite Satz ging mit 5:7 an die sechs Jahre jüngere Kontrahentin. Der entscheidende dritte Satz war so hart umkämpft, dass Knode sich wie die legendäre französische Weltklassespielerin Suzanne Lenglen erschöpft noch während des Spiels einen Cognac servieren ließ. Eigenen Angaben zufolge fehlten Knode zeitweise nur zwei Punkte zu ihrem ersten Grand-Slam-Titel. Da es zum damaligen Zeitpunkt noch keinen Tie-Break gab (dieser wurde bei den Damen erst 1973 eingeführt), gewann Mortimer den dritten Satz mit 10:8. Mit 38 Spielen war es das bis dahin längste Finale bei den französischen Tennismeisterschaften. Dieser Rekord sollte erst im Jahr 1996 von Steffi Graf und Arantxa Sánchez Vicario überboten wurde, die 40 Spiele und mehr als drei Stunden benötigten.
1956 erreichte Knode gemeinsam mit Darlene Hard das Damendoppel-Finale der französischen Tennismeisterschaften, wo beide aber dem amerikanisch-britischen Duo Althea Gibson und Angela Buxton in drei Sätzen (8:6, 6:8, 1:6) unterlagen. An den erfolgreichen Einzelergebnissen zuvor konnte sie dagegen 1956 nicht anknüpfen (Frankreich: 3. Runde, Wimbledon: 2. Runde, U.S. Championships: Viertelfinale). Im Folgejahr gelang Knode die nach Platzierungen beste Saison. Bei den französischen Meisterschaften 1957 erreichte sie als Nummer zwei der Setzliste erneut das Finale, wo sie auf die topgesetzte Shirley Bloomer traf und in zwei Sätzen mit 1:6 und 3:6 unterlag. In Wimbledon belegte sie Platz vier in der Setzliste und erreichte das Halbfinale, wo sie mit 2:6 und 3:6 ihrer schwächer eingestuften Landsfrau Darlene Hard unterlag. Bei den US-amerikanischen Meisterschaften schied Knode ebenfalls im Halbfinale gegen die spätere Siegerin Althea Gibson aus.

### Ausklang der Karriere und Privatleben
Nach der Saison 1957 konnte Knode nicht mehr an die vorangegangenen Leistungen bei Grand-Slam-Turnieren anknüpfen und trat bis Ende der 1960er Jahre nur noch sporadisch bei den drei großen Tennisturnieren in Frankreich (u. a. 3. Runde 1966), Wimbledon (u. a. 3. Runde 1960 und 1963) und den Vereinigten Staaten (4. Runde 1962) in Erscheinung. 1958 siegte sie bei den Irish Lawn Tennis Championships in drei Sätzen gegen Shirley Bloomer (4:6, 7:5, 7:5). Vier Jahre später gewann sie die Central Japan Women’s Open gegen Reiko Miyagi (6:3. 6:0). Knodes höchste Platzierung war Platz fünf in der Welt (1955, 1957) und der dritte Rang in den US-amerikanischen bzw. nationalen Rankings (1957 und 1959). Auch errang sie sechs nationale Titel im Einzel (1955, 1958, 1962) und Doppel (1955, 1956, 1958) und war unter anderem 1955 und 1957 Mitglied des siegreichen amerikanischen Wightman-Cup-Teams.
Bis ins hohe Seniorenalter blieb Knode dem Tennissport verbunden. Sie trainierte noch mit über 70 Jahren zwei- bis dreimal pro Woche und trat in den Vereinigten Staaten regelmäßig bei Seniorenturnieren wie dem Queen’s Cup (2004) in Erscheinung. 2005 gewann sie als topgesetzte Spielerin bei den 25. ITF Super Seniors World Individual Championships im türkischen Manavgat das Einzelfinale der über 80-Jährigen gegen die Deutsche Ingeborg Knuth und erreichte gemeinsam mit der Mexikanerin Carmen Christlieb das Doppelfinale. Zuletzt meldete sich Knode im Jahr 2010 im Alter von 84 Jahren für die USTA National Senior Women’s Clay Court Championships an.
Als Amateurspielerin blieben Dorothy Knode, die ihre Spielweise und Talent 1999 mit der ihrer Landsfrau Mary Joe Fernández (lange Grundlinienbälle zu beiden Seiten und Stoppbälle in wichtigen Momenten des Spiels) verglich, große finanzielle Gewinne verwehrt. Sie lebte in Panama, der Türkei (wo sie ihren früheren Ehemann kennenlernte) und den Vereinigten Staaten und zog zwei Töchter auf. Knode bereiste unter anderem Ägypten, Pakistan und gab auch an, ein Tennisdoppel mit der japanischen Kaiserin Michiko gespielt zu haben. Sie erlernte die Sprachen Französisch, Spanisch, Deutsch und Japanisch, ließ sich zur Lehrerin ausbilden und arbeitete auch als Tennislehrerin. Heute lebt sie im kalifornischen Huntington Beach.

## Einzelergebnisse bei Grand-Slam-Turnieren
| Turnier                                | 1943 | 1944 | 1945 | 1946 | 1947 | 1948 | 1949 | 1950 | 1951 | 1952 | 1953 | 1954 | 1955 | 1956 | 1957 | 1958 | 1959 | 1960 | 1961 | 1962 | 1963 | 1964 | 1965 | 1966 | 1967 | 1968 | 1969 | Karriere |
| -------------------------------------- | ---- | ---- | ---- | ---- | ---- | ---- | ---- | ---- | ---- | ---- | ---- | ---- | ---- | ---- | ---- | ---- | ---- | ---- | ---- | ---- | ---- | ---- | ---- | ---- | ---- | ---- | ---- | -------- |
| Australische Tennismeisterschaften     | -    | -    | -    | -    | -    | -    | -    | -    | -    | -    | -    | -    | -    | -    | -    | -    | -    | -    | -    | -    | -    | -    | -    | -    | -    | -    | -    | 0/0      |
| Französische Tennismeisterschaften     | -    | -    | -    | -    | -    | -    | -    | 3r   | -    | VF   | VF   | -    | F    | 3r   | F    | VF   | -    | -    | -    | -    | -    | -    | -    | 3r   | 1r   | -    | 1r   | 0/10     |
| Wimbledon Championships                | -    | -    | -    | -    | -    | -    | -    | 4r   | -    | 4r   | HF   | -    | VF   | 2r   | HF   | 2r   | -    | 3r   | -    | -    | 3r   | -    | -    | 2r   | 1r   | -    | -    | 0/11     |
| US-amerikanische Tennismeisterschaften | VF   | 2r   | 1r   | VF   | VF   | 3r   | 2r   | -    | 3r   | -    | -    | 1r   | HF   | VF   | HF   | VF   | VF   | -    | -    | 4r   | -    | -    | -    | -    | -    | -    | -    | 0/15     |